# Preembrió
Un preembrió en el desenvolupament embrionari humà, és un concepte abans de la implantació a l'úter.
Per raons de bioètica, alguns científics han començat a utilitzar la denominació preembrió per a referir-se a l'embrió o zigot humà en la primera etapa del seu desenvolupament, l'etapa embrionària.
Altres científics, també per raons bioètiques, no admeten aquesta distinció. Per a aquests l'etapa embrionària abasta des de la concepció fins als 90 dies de gestació, que l'embrió es denomina "fetus" doncs ja ha desenvolupat el seu organisme i pot ser reconegut pel seu aspecte extern com un nadó molt petit.
Per als primers, l'etapa preembrionària abastaria des de la constitució del zigot, per la unió de l'òvul i l'espermatozoide, fins a l'inici de la seva diferenciació cel·lular, que ocorre cap al 7è dia posterior a la seva concepció, -quan comença a niar-se en la paret uterina- o fins a la seva nidació completa, que demora fins al dia 14è, moment que coincideix amb la formació de la línia primitiva o cresta neural, a partir de la qual cosa ja no té més possibilitat de dividir-se formant dos nadons monozigótics. La diferenciació cel·lular implica que aquesta cèl·lula perdi la seva totipotencialitat (capacitat de la cèl·lula de diferenciar-se cap a qualsevol cèl·lula especialitzada de l'organisme).
El preembrió es pot dividir espontània o artificialment i constituir dos pre embriòs idèntics. Iniciada la diferenciació cel·lular, amb la formació de la línia primitiva o cresta neural, el pre-embrió passa a ser denominat embrió, car ja no pot subdividir-se sense morir. L'embrió és considerat pels primers com l'etapa inicial del desenvolupament d'un individu humà.